# Adolfo Díaz-Ambrona Moreno
Adolfo Díaz-Ambrona Moreno (Badajoz, 26 de juliol de 1908 - Madrid, 17 de desembre de 1971) va ser un polític espanyol, advocat i ramader.
Fill de María Dolores Moreno, Mestra de l'Escola Nacional de Cheles i de Juan Díaz Ambrona, advocat, natural de Cheles, assassinat per milicians exaltats el 10 d'agost de 1936 a Badajoz. Va ser gendre de Luis Bardají López que va ser Ministre d'Instrucció Pública i Belles Arts en la Segona República Espanyola i pare de Adolfo Díaz-Ambrona Bardají, fundador i primer president del PP d'Extremadura.
Va cursar els seus estudis de dret en la Universitat de Madrid i va ingressar per oposició en el Cos d'Advocats de l'Estat l'any 1931.
President de la Diputació de Badajoz des de 1949 fins a 1965. Gràcies a la seva labor en 1953 es recupera el cicle teatral a Mèrida. Promou la realització del Pla Badajoz sent membre de la seva direcció i del desenvolupament agro-industrial de la regió. Va ser conseller econòmic del Consell Superior d'Investigacions Científiques. Procurador en les Corts Espanyoles, on va presidir la comissió d'hisenda, va ser membre de la comissió de lleis, fonamentals i presidència del Govern, de la de pressupostos i de la permanent, i de la de govern interior de les Corts Espanyoles. Va presidir també la comissió transformadora en regadius del Pla de Desenvolupament Econòmic i Social (Plan de Desarrollo).
Va exercir la cartera del Ministeri d'Agricultura, Pesca i Alimentació entre el 8 de juliol de 1965 i el 29 d'octubre de 1969. En 1968 es crea, sota el seu mandat, el Fondo d'Ordenació i Regulació de les Produccions i Preus Agraris (FORPPA). Crea l'Agència de Desenvolupament Ramader, reorganitza el Ministeri d'Agricultura, Pesca i Alimentació refonent l'Institut Nacional de Colonització, Concentració Parcel·lària i Ordenació Rural en un sol organisme que serà posteriorment el IRYDA (Institut de Reforma i Desenvolupament Agrari) que acabarà transformant-se en l'empresa estatal Tragsa (Transformacions Agràries, S.A.); elabora la Llei de Caça, millora la Seguretat Social Agrària i la Llei d'Ordenació Rural, entre d'altres. Presideix la V conferència regional de la FAO que se celebra s Sevilla del 5 a l'11 d'octubre de 1966, sobre “l'estat de l'agricultura i l'alimentació s Europa”.
Va exercir com a propietari agrícola i ramader. Impulsor i promotor de l'Asociación Nacional de Criadores de Ganado Vacuno Selecto de Raza Retinta(ACRE), associació de ramaders que es constitueix en 1970.